# Душан Животић
 Душан Животић (Рипањ, 20. децембар 1892 — Нови Сад, 31. јул 1964) био је југословенски и српски глумац, редитељ, писац, драматург, преводилац, организатор и руководилац позоришта.

## Биографија и каријера
Рођен је 1892. године у Рипњу надомак Београда. Његов отац Велимир био је општински писар. Гимназију је похађао у Београду, а глумом почео да се бави у седмом разреду у академском позоришту „Отаџбина“ и уједно да статира у трупи Богобоја Руцовића. Пре него што је завршио осми разред, 1911. пришао је Иличићевој позоришној трупи, у којој је дебитовао као Карло у Карловој тетки. До Првог светског рата био је члан путујућих дружина Петра Христилића, Косте Делинија, Душана Топаловића, Михаила Лазића Чичка, позоришта „Гундулић“ Љубомира Рајичића Чврге и позоришта „Стерија“ Драгутина Крсмановића у Шапцу, где је режирао прву представу Змија девојка В. Ришкова.
У рату је био поднаредник у XVIII пуку српске војске и 1915. играо у НП у Скопљу. Са српском војском је прешао Албанију и дошао на Крф. Тамо је постао члан Орфеума Бране Цветковића. На Солунском фронту је рањен и упућен у Африку на опоравак, где је у логору Лазуас, у Бизерти, заједно са Димитријем Гинићем, основао Војничко позориште (1917/18) и давао представе за српску и француску војску.
По завршетку рата остао је годину и по дана у Солуну, учествујући као глумац на разним свечаностима и приредбама. Вратио се у Београд 1921. и постао члан Народног позоришта. Већ после неколико дана прешао је у шабачко Аматерско позориште, које је под његовим руководством прерасло у Градско позориште. Априла 1922. основао је Подрињско повлашћено позориште, које је десет година давало предстве по западној Србији. По повратку у Београд 1931. основао је Београдско мало позориште, а 1936. формирао сопствену трупу под називом Ж. позориште.
Све до Априлског рата 1941. гостовао је с овим позориштем по Србији и Македонији. Почетком окупације у Београду је организовао Позориште удружених глумаца и деловао у њему до 1943. године, када је прешао у позориште „Централа за хумор“. Пред крај рата у Ваљеву се укључио у рад КУД „Абрашевић“, да би после ослобођења прешао у Вршац и радио у тамошњем НП „Стерија“ (1946-49). У Нови Сад је дошао 1949. и био члан ВНП до септембра 1951. године, када је прешао у Ниш, у којем је остао до пензионисања, 1959. године.
Последњи пут је као глумац наступао у Народног позоришту у Нишу јуна 1957. у представи Човек који је видео смрт. После тога се бавио само режијом, али и писањем мемоара. Више од 40 година деловао је као глумац, редитељ, драматург, преводилац, организатор и руководилац позоришта. Кроз његове трупе прошла је плејада значајних српских глумаца. Окосницу његовог глумачког и редитељског репертоара чинили су комади из народног живота са музиком и певањем, комади из националне историје, али и инострани који су преузимани претежно из француског театра. Неговао је реалистички сценски глумачки израз. Временом се више усмеравао ка комичном фаху и постао један од омиљених комичара свог времена.
Улогом Барона Вирса у Азаису Л. Вернија прославио је 25-огодишњицу уметничког рада 1934. године и том приликом одликован је Орденом Св. Саве IV степена, а септембра 1959. прославио је 50-огодишњицу режијом Пута око света, када је одликован Орденом рада II реда. Био је даровити глумац, запањујуће ликовне и гласовне трансформације. Тумачио је јунаке и различите ликове из живота, био је један од омиљених српских глумаца. Током каријере одиграо је преко 150 улога најразличитијих жанрова, а режирао око 240 представа. Са француског је преводио водвиље и комедије. У Позоришном музеју Војводине сачувано је 120 наслова тих дела. Два пута се женио и обе супруге су биле глумице Олга Киш и Славка Илић. Из првог брака је имао децу, глумце Велимира и Љиљану Животић.

## Улоге и режија

### Улоге у позоришту
- Шајлок (Млетачки трговац)
- Тартиф (Тартиф)
- Квазимодо (Звонар Богородичине цркве)
- Нехљудов (Васкрсење)
- Кир Јања (Кир Јања)
- Ружичић (Покондирена тиква)
- Вуле Пупавац (Подвала)
- Хаџи Замфир (Зона Замфирова)
- Неко (Ивкова слава)
- Поп Ћира (Поп Ћира и поп Спира)
- Максим (Ђидо)
- Јеротије (Сумњиво лице)
- Јованче (Пут око света)
- Агатон (Др)
- Спасоје (Покојник)

### Режије
- Шарени програм број 1
- Тврдица или Кир Јања
- Луда Велинка
- Зачарана принцеза.